# Marisol Alfonzo
Marisol Alfonzo Marcano (Caracas, 1º maggio 1957) è una modella venezuelana, eletta Miss Venezuela nel 1978.
Ha inoltre rappresentato il Venezuela a Miss Universo 1978 il 24 luglio 1978 ad Acapulco, in Messico..